# Óblast de Pskov
L'óblast de Pskov (en rus Пско́вская о́бласть, transliterat Pskóvskaia óblast i en estonià Pihkva oblast) és un subjecte federal de Rússia.